# Gobiodon axillaris
Gobiodon axillaris är en fiskart som beskrevs av De Vis, 1884. Gobiodon axillaris ingår i släktet Gobiodon och familjen smörbultsfiskar. Inga underarter finns listade i Catalogue of Life.